# Celyphus medogis
Celyphus medogis är en tvåvingeart som beskrevs av Shi 1999. Celyphus medogis ingår i släktet Celyphus och familjen Celyphidae. Inga underarter finns listade i Catalogue of Life.